# Kraj (Pašman)
Kraj es una localidad de Croacia en el ejido del municipio de Pašman, condado de Zadar.

## Geografía
Se encuentra a una altitud de 8 m s. n. m. a 320 km de la capital nacional, Zagreb.

## Demografía
En el censo 2011 el total de población de la localidad fue de 281 habitantes.
| Gráfica de población de Kraj 1857-2011                              |
|                                                                     |
| Según los censos de población de la oficina estadística de Croacia. |